# Druga fitna
Druga fitna je bilo obdobje splošnih političnih in vojaških nemirov ter državljanske vojne v islamski skupnosti v zgodnjem Omajadskem kalifatu. Sledila je smrti prvega omajadskega kalifa Mu'avije I. leta 680 in je trajala približno dvanajst let. Vojna je vključevala zatiranje dveh izzivov omajadski dinastiji, prvega s strani Huseina ibn Alija, kot tudi njegovih privržencev, vključno s Sulejmanom ibn Suradom in Mukhtarjem al-Thaqafijem, ki so se zbrali za njegovo maščevanje v Iraku in drugega s strani Abd Alaha ibn al-Zubayrja.
Korenine državljanske vojne segajo v prvo fitno. Po atentatu na tretjega kalifa Utmana, je islamska skupnost doživela svojo prvo državljansko vojno glede vprašanja vodstva, z glavnima tekmecema Alijem in Mu'avijo. Po atentatu na Alija leta 661 in abdikaciji njegovega naslednika Hasana istega leta je Mu'avija postal edini vladar kalifata. Mu'avijeva brezprimerna odločitev, da imenuje svojega sina [[|Jazida (Yazida) za svojega dediča, je sprožila nasprotovanje in napetosti so se po Mu'avijevi smrti povečale. Huseina ibn Alija so pro-Alidi iz Kufe povabili, da strmoglavi Omajade, vendar je bil ubit s svojo majhno skupino na poti v Kufo v bitki pri Karbali oktobra 680. Yazidova vojska je avgusta 683 napadla protirežimske upornike v Medini in nato oblegala Meko, kjer se je Ibn al-Zubayr postavil v opozicijo Yazidu. Po Yazidovi smrti novembra je bilo obleganje opuščeno in omajadska oblast se je zrušila po vsem kalifatu, razen v nekaterih delih Sirije; večina provinc je Ibn al-Zubayrja priznala za kalifa. V Kufi se je pojavila vrsta pro-Alidskih gibanj, ki so zahtevala maščevanje za Huseinovo smrt, začenši z Ibn Suradovim gibanjem Pokornikov, ki so ga Omajadci zatrli v bitki pri Ayn al-Wardi januarja 685. Kufo je nato prevzel Mukhtar. Čeprav so njegove sile avgusta 686 premagale veliko omajadsko vojsko v bitki pri Khazirju, so Mukhtarja in njegove privržence aprila 687 po vrsti bitk ubili Zubayridi. Pod vodstvom Abd al-Malika ibn Marwana so Omajadci ponovno vzpostavili nadzor nad kalifatom po porazu Zubayridov v bitki pri Maskinu v Iraku in uboju Ibn al-Zubayrja v obleganju Meke leta 692.
Abd al-Malik je izvedel ključne reforme v administrativni strukturi kalifata, vključno s povečanjem kalifske moči, prestrukturiranjem vojske ter arabizacijo in islamizacijo birokracije. Dogodki druge fitne so okrepili sektaške težnje v islamu, in razvile so se različne doktrine znotraj tistega, kar bi kasneje postalo sunitska in šiitska veja islama.

## Ozadje
Po atentatu na tretjega kalifa Utmana s strani upornikov leta 656 so uporniki in meščani Medine razglasili Alija, bratranca in zeta islamskega preroka Mohameda, za kalifa. Večina Kurejšev (skupina mekanskih klanov, ki so ji pripadali Mohamed in vsi zgodnji kalifi), pod vodstvom Mohamedovih uglednih spremljevalcev Talhe ibn Ubayd Alaha in Zubayrja ibn al-Awwama in Mohamedova vdova A'iše sta zavrnila priznanje Alija. Pozvali so k maščevanju Uthmanovih morilcev in izvolitvi novega kalifa preko šure (posvetovanja). Ti dogodki so sprožili Prvo fitno. Ali je zmagal proti tem zgodnjim nasprotnikom v bitki pri Kameli blizu Basre novembra 656, nato pa je svojo prestolnico preselil v iraško garnizijsko mesto Kufa. Mu'avija, guverner Sirije in član Umajadske rodbine, kateri je pripadal Uthman, je prav tako obsodil Alijevo legitimnost kot kalifa, in oba sta se soočila v bitki pri Siffinu. Bitka se je končala z zastojem julija 657, ko so Alijeve sile zavrnile boj kot odgovor na Mu'avijeve pozive k arbitraži. Ali je nerad privolil v pogovore, vendar se je frakcija njegovih sil, kasneje imenovana Khavaridži (Haridžiti), odcepila v znak protesta, obsojajoč njegovo sprejetje arbitraže kot bogokletno. Arbitraža ni mogla rešiti spora med Mu'avijo in Alijem. Slednjega je januarja 661 umoril Khavaridž, potem ko so Alijeve sile pobile večino Khavaridžev v bitki pri Nahravanu. Alijev najstarejši sin Hasan je postal kalif, vendar je Mu'avija izpodbijal njegovo avtoriteto in napadel Irak. Avgusta je Hasan abdiciral kalifat v korist Mu'avije v mirovni pogodbi, s čimer se je končala Prva fitna. Prestolnica je bila prenesena v Damask.

### Jazidovo nasledstvo
Pogodba je prinesla začasen mir, vendar ni bil vzpostavljen okvir nasledstva. Kot v preteklosti, bi vprašanje nasledstva lahko povzročilo težave v prihodnosti. Orientalist Bernard Lewis piše: "Edini precedensi, ki so bili Mu'aviji na voljo iz islamske zgodovine, so bili volitve in državljanska vojna. Prvo ni bilo izvedljivo; drugo je imelo očitne pomanjkljivosti." Mu'avija je želel rešiti vprašanje v svojem življenju z imenovanjem svojega sina Jazida za svojega naslednika. Leta 676 je objavil svojo nominacijo Jazida. Ker v islamski zgodovini ni bilo precedensa, je dedno nasledstvo sprožilo nasprotovanje iz različnih strani in nominacija je bila obravnavana kot korupcija kalifata v monarhijo. Mu'avija je sklical šuro v Damasku in prepričal predstavnike iz različnih provinc z diplomacijo in podkupninami. Sinovi nekaj Mohamedovih pomembnih spremljevalcev, vključno z Husaynom ibn Alijem, Abdom Allahom ibn al-Zubayrom, Abdom Allahom ibn Umarjem in Abdom al-Rahmanom ibn Abi Bakrom, ki so vsi, zaradi svojega porekla, lahko tudi zahtevali kalifsko službo, so nasprotovali nominaciji. Mu'avijeve grožnje in splošno priznanje Jazida po vsem kalifatu so jih prisilile v molk.
Zgodovinar Fred Donner piše, da spori glede vodstva muslimanske skupnosti niso bili rešeni v Prvi fitni in so se ponovno pojavili s smrtjo Mu'avije aprila 680. Pred svojo smrtjo je Mu'avija opozoril Jazida, da bi Husayn in Ibn al-Zubayr lahko izpodbijala njegovo vladavino in mu naročil, naj ju premaga, če bi to storila. Ibn al-Zubayr je bil še posebej nevaren in z njim je bilo treba ravnati ostro, razen če bi se sporazumel. Po svojem nasledstvu je Jazid zadolžil guvernerja Medine, njegovega bratranca Al-Walida ibn Utba ibn Abi Sufyana, da si zagotovi zvestobo Husejna, Ibn al-Zubayrja in Ibn Umarja, po potrebi tudi s silo. Walid je poiskal nasvet svojega sorodnika Marwana ibn al-Hakama. Svetoval mu je, naj Ibn al-Zubayrja in Husejna prisili k zvestobi, saj sta bila nevarna, medtem ko naj Ibn Umarja pusti pri miru, ker ni predstavljal grožnje. Walid je poklical oba, vendar je Ibn al-Zubayr pobegnil v Meko. Husejn se je odzval na poziv, vendar je zavrnil zvestobo v skrivnostnem okolju srečanja, predlagal je, naj se to stori javno. Marwan mu je grozil z zaporom, vendar Walid zaradi Husejnovega sorodstva z Mohamedom ni bil pripravljen ukrepati proti njemu. Nekaj dni kasneje je Husejn odšel v Meko, ne da bi prisegel zvestobo. Po mnenju islamista G. R. Hawtinga so "... napetosti in pritiski, ki jih je Mu'awiya zatrl, prišli na površje med Yazidovim kalifatom in izbruhnili po njegovi smrti, ko je bila umayadska oblast začasno zasenčena."

## Upori proti Yazidu

### Upor Husejna ibn Alija
Husayn je imel v Kufi precejšnjo podporo. Prebivalci mesta so se borili proti Umajadom in njihovim sirskim zaveznikom med prvo fitno. Bili so nezadovoljni s Hasanovo abdikacijo in so močno zamerili umajadsko vladavino. Po Hasanovi smrti leta 669 so neuspešno poskušali Husayna prepričati, naj se upre Mu'awiyi. Po Hasanovi smrti so pro-Alidi iz Kufe ponovno povabili Husayna, naj jih vodi v uporu proti Yazidu. Da bi ocenil situacijo, je Husayn iz Meke poslal svojega bratranca Muslim ibn Aqila, ki je v Kufi pridobil široko podporo in predlagal, naj se Husayn pridruži svojim simpatizerjem tam. Yazid je odstranil Nu'man ibn Bashir al-Ansarija kot guvernerja zaradi njegove neaktivnosti glede dejavnosti Ibn Aqila in ga nadomestil z Ubayd Allah ibn Ziyadom, takratnim guvernerjem Basre. Po Yazidovih navodilih je Ibn Ziyad zatrl upor in usmrtil Ibn Aqila. Spodbujen z bratrancem pismom in neveden o njegovi usmrtitvi, je Husayn odšel v Kufo. Da bi ga izsledil, je Ibn Ziyad namestil čete vzdolž poti, ki so vodile v mesto. Prestregli so ga pri Karbali, puščavski ravnini severno od Kufe. Kasneje je prispelo približno 4.000 vojakov, da bi ga prisilili k podreditvi Yazidu. Po nekaj dneh pogajanj in njegovi zavrnitvi podreditve je bil Husayn ubit skupaj z okoli 70 svojimi moškimi spremljevalci v bitki pri Karbali 10. oktobra 680.

### Opozicija v Meki in Medini
Po Husejnovi smrti se je Yazid soočil z naraščajočo opozicijo svoji vladavini s strani Abd Allaha ibn al-Zubayrja, sina Mohamedovega spremljevalca Zubayrja ibn al-Awwama in vnuka prvega kalifa Abu Bakra (632–634). Ibn al-Zubayr je skrivaj začel sprejemati zvestobo v Meki, čeprav je javno pozival le k šuri za izvolitev novega kalifa. Sprva ga je Yazid poskušal pomiriti s pošiljanjem daril in delegacij v poskusu doseganja poravnave. Po Ibn al-Zubayrjevi zavrnitvi, da bi ga priznal, je Yazid poslal silo, ki jo je vodil Ibn al-Zubayrjev odtujeni brat Amr, da bi ga aretiral. Sila je bila poražena in Amr je bil usmrčen. Poleg naraščajočega vpliva Ibn al-Zubayrja v Medini, prebivalci mesta so bili razočarani nad omajadsko vladavino in Mu'awiyinimi kmetijskimi projekti, ki so vključevali zaplembo njihovih zemljišč za povečanje vladnih prihodkov. Yazid je povabil ugledneže Medine v Damask in jih poskušal pridobiti z darili. Vendar jih ni prepričal in ob vrnitvi v Medino so pripovedovali zgodbe o Yazidovem razkošnem življenjskem slogu in praksah, ki so jih mnogi imeli za brezbožne, vključno s pitjem vina, lovom s psi in njegovo ljubeznijo do glasbe. Medinci so pod vodstvom Abd Allah ibn Hanzala odpovedali zvestobo Yazidu in izgnali guvernerja, Yazidovega bratranca Uthman ibn Muhammad ibn Abi Sufyanija,in Omajade, ki so prebivali v mestu. Yazid je poslal vojsko 12.000 mož pod poveljstvom Muslim ibn Uqba, da bi ponovno osvojila Hejaz (zahodno Arabijo). Po neuspešnih pogajanjih so bili Medinci poraženi v bitki pri al-Harri, mesto pa je bilo tri dni plenjeno. Ko je upornike prisilil, da so obnovili zvestobo, se je Yazidova vojska odpravila proti Meki, da bi podredila Ibn al-Zubayrja.
Ibn Uqba je umrl na poti in poveljstvo je prešlo na Husayn ibn Numayr, ki je oblegal Meko septembra 683. Obleganje je trajalo več tednov, med katerimi se je Ka'aba vžgala. Yazidova nenadna smrt novembra je končala kampanjo. Potem ko je neuspešno poskušal prepričati Ibn al-Zubayrja, naj ga spremlja v Sirijo in tam razglasi za kalifa, je Ibn Numayr odšel s svojimi četami.

## Proti-kalifat Ibn al-Zubayrja
Po Yazidovi smrti in umiku sirskih čet je bil Ibn al-Zubayr zdaj de facto vladar Hejaza in preostale Arabije, in se je odkrito razglasil za kalifa. Kmalu zatem so ga priznali v Egiptu, pa tudi v Iraku, kjer je bil omajadski guverner Ibn Ziyad izgnan s strani plemenskega plemstva (ashraf). Kovanci z imenom Ibn al-Zubayrja so bili kovani v delih južne Perzije (Fars in Kirman).

### Boj za nadzor nad Sirijo
Po Yazidovi smrti je njegov sin in imenovani naslednik Mu'awiya II. postal kalif, vendar je bila njegova oblast omejena na določene dele Sirije. Mu'awiya II je umrl po nekaj mesecih brez primernega Sufyanidskega (Omajadi iz rodu Mu'awiya; potomci Abu Sufyana) kandidata za naslednika. Severnosirska plemena Qays so podpirala Ibn al-Zubayrja, prav tako guvernerji sirskih okrožij Jund Hims, Jund Qinnasrin in Jund Palestina, medtem ko se je damaščanski guverner Dahhak ibn Qays prav tako nagibal k Ibn al-Zubayrju. Poleg tega so ga bili pripravljeni priznati številni Omajadi, vključno z Marwanom ibn al-Hakamom, takrat najstarejšim med njimi. Pro-omajadska plemena, zlasti Banu Kalb, so prevladovala v okrožju Jund Jordan in imela podporo v Damasku. Bila so odločena, da postavijo Omajada za kalifa. Kalbitski poglavar Ibn Bahdal je bil v sorodu s sufjanidskimi kalifi, njegovo pleme pa je imelo pod njimi privilegiran položaj. Želel je videti Jazidovega mlajšega sina Halid ibn Jazida na prestolu. Ibn Zijad je prepričal Marvana, naj predstavi svojo kandidaturo, saj so nekalbisti v pro-umajadski koaliciji Halida imeli za premladega za to mesto. Marvan je bil priznan za kalifa v šuri pro-umajadskih plemen, sklicani v kalbitski trdnjavi Džabija junija 684. Pro-zubajridska plemena so zavrnila priznanje Marvana in obe strani sta se avgusta 684 spopadli v bitki pri Mardž Rahitu. Pro-zubajridski Kajs pod Dahhakovim vodstvom so bili pobiti in mnogi njihovi višji voditelji so bili ubiti.
Marvanov pristop je bil prelomnica, saj je bila Sirija ponovno združena pod Umajadi in Umajadi so se osredotočili na ponovno pridobitev izgubljenih ozemelj. Marvan in njegov sin Abd al-Aziz ibn Marvan sta izgnala zubajridskega guvernerja Egipta s pomočjo lokalnih plemen. Zubajridski napad na Palestino, ki ga je vodil Mus'ab, je bil odbit, vendar je bila umajadska kampanja za ponovno zavzetje Hedžasa poražena blizu Medine. Marvan je poslal Ibn Zijada, da bi ponovno vzpostavil umajadski nadzor v Iraku. Po Marvanovi smrti aprila 685 ga je nasledil njegov sin Abd al-Malik.

### Vzhodne province
Približno v času smrti kalifa Jazida se je umajadski guverner Sistana (današnji vzhodni Iran) Jazid ibn Zijad, soočil z uporom [unbila v vzhodni odvisnosti Zabulista]a, ki so zajeli Ibn Zijadovega brata Abu Ubajdo. Jazid ibn Zijad je napadel Zunbil, vendar je bil poražen in ubit. Njegov brat Salm ibn Zijad, umajadski guverner Horasana, ki je obsegal današnji severni Iran ter dele Srednje Azije in današnjega Afganistana, je poslal Talho ibn Abd Alaha al-Khuza'ija kot novega guvernerja Sistana. Talha je odkupil Abu Ubajdo, vendar je kmalu zatem umrl.
Oslabitev centralne oblasti je povzročila izbruh plemenskega frakcionizma in rivalstva, ki so ga arabski emigranti muslimanskih vojsk prinesli s seboj v osvojene dežele. Talhov naslednik, ki je bil iz plemena Rabi`ah (Rabi'a), je bil kmalu izgnan s strani plemenskih nasprotnikov Rabi'e iz Mudarja. Posledično so sledili plemenski spori, ki so se nadaljevali vsaj do prihoda zubajridskega guvernerja Abd al-Aziza ibn Abd Alaha ibn Amirja konec leta 685. On je končal medplemenske boje in premagal upor v Zunbilu. V Horasanu je Salm nekaj časa skrival novico o smrti kalifa Jazida. Ko je postalo znano, je od svojih čet dobil začasno zvestobo, vendar so ga kmalu zatem izgnali. Ob odhodu poleti 684 je imenoval Abd Alaha ibn Hazima al-Sulamija, Mudarita, za guvernerja Horasana. Ibn Hazim je priznal Ibn al-Zubajra, vendar so ga preplavili spori med Rabi'o in Mudarjem. Rabi'a je nasprotovala zubajridski vladavini zaradi sovraštva do Mudarita Ibn Hazima, ki jih je na koncu zatrl, vendar se je kmalu zatem soočil z uporom svojih nekdanjih zaveznikov iz Banu Tamimov. Medplemenska vojna za nadzor nad Horasanom se je nadaljevala več let in Ibn Hazim je bil ubit leta 691. Oblast Ibn al-Zubayrja na teh območjih je bila nominalna, zlasti v Horasanu, kjer je Ibn Hazim vladal z virtualno neodvisnostjo.

### Razdori
Med svojim uporom se je Ibn al-Zubayr povezal s haridžiti, ki so nasprotovali Umajadom in Alidom. Po prevzemu kalifata je obsodil njihove verske poglede in zavrnil sprejetje njihove oblike vladanja, kar je privedlo do razpada njunega zavezništva. Skupina haridžitov je odšla v Basro, ostali pa v osrednjo Arabijo in začeli destabilizirati njegovo vladavino. Do takrat ga je v njegovem nasprotovanju Jazidu podpiral pro-alidski kufanski plemič Mukhtar al-Thaqafi. Ibn al-Zubayr mu je odrekel pomemben uradni položaj, o katerem sta se prej dogovorila. Aprila 684 ga je Mukhtar zapustil in začel spodbujati pro-alidsko razpoloženje v Kufi.

## Pro-alidsko gibanje

### Upor Tavvabinov
Nekaj uglednih alidskih privržencev v Kufi, ki so se želeli odkupiti za svojo neuspešno pomoč Huseinu, kar so imeli za greh, je pod vodstvom |Sulaymana ibn Surada, spremljevalca Mohameda in zaveznika Alija, sprožilo gibanje za boj proti Umajadom. Imenovali so se "Tavvabini" (Pokorniki) in so ostali v ilegali, medtem ko so Umajadi nadzorovali Irak. Po smrti kalifa Jazida in kasnejši odstavitvi Ibn Zijada so Tavvabini odkrito pozvali k maščevanju Huseinovega umora. Čeprav so v Kufi pridobili široko podporo, jim je manjkalo političnega programa, njihov glavni cilj pa je bil kaznovati Umajade ali se žrtvovati v tem procesu. Ko se je Mukhtar vrnil v Kufo, je poskušal Tavvabine odvrniti od njihovega podviga v korist organiziranega gibanja za prevzem nadzora nad mestom. Položaj Ibn Surada je preprečil njegovim privržencem, da bi sprejeli Mukhtarjev predlog. Od 16.000 moških, ki so se prijavili, se jih je 4.000 mobiliziralo za boj. Novembra 684 so Tavvabini odšli, da bi se soočili z Umajadami, potem ko so en dan žalovali ob Huseinovem grobu v Karbali. Vojski sta se srečali januarja 685 v bitki pri Ajn al-Vardi v Al-Jaziri (Džaziri, Gornja Mezopotamija). Bitka je trajala tri dni, med katerimi je bila večina Tavvabinov, vključno z Ibn Suradom, ubita, medtem ko jih je nekaj pobegnilo v Kufi.

### Upor Mukhtarja al-Thaqafija
Odkar se je vrnil v Kufi, je Mukhtar pozival k maščevanju Huseinovih morilcev in k ustanovitvi alidskega kalifata v imenu Alijevega sina Mohameda ibn al-Hanafijje, medtem ko se je razglasil za njihovega predstavnika. Poraz Tavvabinov ga je pustil kot vodjo kufanskih pro-Alidov. Oktobra 685 sta Mukhtar in njegovi privrženci, med katerimi je bilo veliko lokalnih, nearabskih spreobrnjencev (mawali), strmoglavila guvernerja Ibn al-Zubayrja in prevzela nadzor nad Kufom. Njegov nadzor se je razširil na večino Iraka in dele severozahodnega Irana. Njegovo prednostno obravnavanje mawalijev, katerim je podelil enak status kot Arabcem, je povzročilo upor arabske plemenske plemiške družine. Po zatrtju upora je Mukhtar usmrtil Kufance, vpletene v uboj Husayna, vključno z Umarjem ibn Sa'adom, poveljnikom vojske, ki je ubila Husayna. Zaradi teh ukrepov je na tisoče kufanskih ashraf pobegnilo v Basro. Nato je poslal svojega generala Ibrahima ibn al-Ashtarja, da se sooči z bližajočo se omajadsko vojsko, ki jo je vodil Ibn Ziyad in je bila poslana, da ponovno osvoji provinco. Omajadsko vojsko so avgusta 686 premagali v bitki pri Khazirju in Ibn Ziyad je bil ubit. V Basri so Muhammad ibn al-Ash'ath, Shabath ibn Rib'i in drugi kufanski begunci, ki so si želeli vrniti v svoje mesto in si povrniti izgubljene privilegije, prepričali njenega guvernerja Mus'aba ibn al-Zubayrja, mlajšega brata Abd Allaha ibn al-Zubayrja, da napade Kufo. Mukhtar je poslal svojo vojsko, da se sooči z Mus'abom, vendar je bila poražena v prvi bitki pri Madharju, ki se nahaja na Tigrisu med Basro in Kufom. Mukhtarjeva vojska se je umaknila v Haruro, vas blizu Kufe, vendar so jo Mus'above sile uničile v drugi bitki. Mukhtar in njegovi preostali privrženci so se zatekli v kufansko palačo, kjer jih je Mus'ab oblegal. Štiri mesece kasneje, aprila 687, je bil Mukhtar ubit med poskusom izpada. Približno 6.000 njegovih privržencev se je predalo, Mus'ab pa jih je usmrtil pod pritiskom Ibn al-Ash'athovega sina Abd al-Rahmana in drugih ashraf. Mukhtarjev padec je pustil Omajadce in Zubayride kot preostale bojevnike v vojni.

## Zmaga Omajadov
Po Marwanovem pristopu junija 684 je bil Ibn Ziyad poslan, da ponovno osvoji Irak. Takrat je premagal Tavvabine pri Ayn al-Wardi. Po katastrofalnem porazu pri Marj Rahitu so se Qaysi pregrupirali v Jaziri in eno leto ovirali Ibn Ziyadova prizadevanja za ponovno osvojitev province. Še naprej so podpirali Zubayride. Ker jih ni mogel premagati na njihovih utrjenih položajih, se je Ibn Ziyad premaknil, da bi zavzel Mosul od Mukhtarjevega guvernerja. Mukhtar je poslal majhno vojsko 3.000 konjenikov, da bi ponovno zavzeli mesto. Kljub zmagi v bitki (julij 686) se je sila umaknila zaradi številčne premoči Sircev. Mesec dni kasneje je bil Ibn Ziyad ubit s strani Mukhtarjeve okrepljene vojske v bitki pri Khazirju. Po smrti Ibn Ziyada je Abd al-Malik za več let opustil svoje načrte za ponovno osvojitev Iraka in se osredotočil na utrjevanje Sirije, kjer je njegovo vladavino ogrožale notranje motnje in ponovno sovražnosti z Bizantinci. Kljub temu je vodil dve neuspešni kampanji v Iraku (689 in 690) in preko svojih agentov sprožil neuspešen protizubayridski upor v Basri. Abd al-Malikove basranske privržence je Mus'ab v maščevanju močno zatrl.
Po sklenitvi premirja z Bizantinci in premagovanju notranjih nesoglasij je Abd al-Malik ponovno usmeril pozornost na Irak. Leta 691 je oblegal kajsitsko trdnjavo Qarqisiya v Jaziri. Ker jih ni uspel premagati, je Kajsite pridobil s koncesijami in obljubami amnestije. S temi nekdanjimi zubajridskimi zavezniki je okrepil svoje čete in se odpravil premagat Mus'aba, čigar položaj v Iraku je bil oslabljen zaradi številnih dejavnikov. Haridžiti so po propadu centralne oblasti zaradi državljanske vojne nadaljevali z napadi v Arabiji, Iraku in Perziji. V vzhodnem Iraku in Perziji je haridžitska frakcija, Azariqa, leta 685 zavzela Fars in Kirman od Zubajridov, in nadaljevala z napadi na njegova ozemlja. Prebivalci Kufe in Basre so se mu prav tako obrnili proti zaradi njegovih pokolov in zatiranja Mukhtarja ter simpatizerjev Abd al-Malika. Posledično je Abd al-Malik uspel zagotoviti prebeg mnogih zubajridskih lojalistov. Ker je bil velik del njegovih sil in njegov najizkušenejši poveljnik Muhallab ibn Abi Sufra odsoten, da bi varoval Basro pred Haridžiti, Mus'ab ni bil sposoben učinkovito nasprotovati Abd al-Maliku. Poražen in ubit je bil v bitki pri Maskinu oktobra 691.
Ko je Abd al-Malik zavaroval Irak in posledično večino njegovih odvisnih ozemelj, je poslal svojega generala Hadžadža ibn Jusufa proti Abd Alahu ibn al-Zubajru, ki ga je v Hedžazu stisnila v kot druga haridžitska frakcija pod vodstvom Najdah ibn 'Amir Najde. Najda je leta 685 ustanovil neodvisno državo v Nadždu in Jamamah, leta 688 zavzel Jemen in Hadramaut ter leta 689 zasedel Ta'if. Namesto da bi se odpravil neposredno v Meko, se je Hadžadž ustalil v Ta'ifu in v več spopadih premagal Zubajride. Medtem so sirske sile zavzele Medino od njenega zubajridskega guvernerja, nato pa so se odpravile na pomoč Hadžadžu, ki je oblegal Meko marca 692. Obleganje je trajalo šest do sedem mesecev; večina sil Ibn al-Zubajra se je predala, on pa je bil ubit v boju s preostalimi privrženci oktobra/novembra. Z njegovo smrtjo je Hedžaz prišel pod omajadsko oblast, kar je pomenilo konec državljanske vojne. Kmalu zatem je Hadžadž premagal Najda Haridžite. Azariqa in druge haridžitske frakcije so ostale aktivne v Iraku do njihovega zatrtja v letih 696–699.

## Posledice
Z zmago Abd al-Malika je bila obnovljena omajadska oblast in utrjena dedna vladavina v kalifatu. Abd al-Malik in njegovi potomci, v dveh primerih njegovi nečaki, so vladali še oseminpetdeset let, preden jih je leta 750 strmoglavila Abasidska revolucija.

### Upravne spremembe
Po zmagi v vojni je Abd al-Malik izvedel pomembne upravne spremembe v kalifatu. Mu'awiya je vladal prek osebnih povezav z njemu zvestimi posamezniki in se ni zanašal na svoje sorodnike. Čeprav je razvil visoko usposobljeno sirsko vojsko, je bila ta uporabljena le v napadih proti Bizantincem. Doma se je zanašal na svoje diplomatske sposobnosti, da bi uveljavil svojo voljo. Ašraf in ne vladni uradniki, so bili posredniki med provincialnimi guvernerji in javnostjo. Vojaške enote v provincah so izvirale iz lokalnih plemen, katerih poveljstvo je prav tako pripadalo ašrafu. Province so obdržale večino davčnih prihodkov in majhen del posredovale kalifu. Nekdanji upravni sistem osvojenih dežel je ostal nedotaknjen. Uradniki, ki so služili pod Sasanidskimi Perzijci ali Bizantinci, so obdržali svoje položaje. Domači jeziki provinc so se še naprej uradno uporabljali, bizantinski in sasanidski kovanci pa so se uporabljali na nekdanjih bizantinskih in sasanidskih ozemljih.
Prebeg ašrafov, kot sta Dahhak in Ibn Khazim ter različni iraški plemiči, k Ibn al-Zubayrju med državljansko vojno, je Abd al-Malika prepričal, da je Mu'awiyin decentraliziran sistem težko vzdrževati. Zato si je prizadeval centralizirati svojo moč. V Siriji je bila razvita profesionalna vojska, ki je bila uporabljena za uveljavljanje vladne avtoritete v provincah. Poleg tega so bili ključni vladni položaji dodeljeni bližnjim sorodnikom kalifa. Abd al-Malik je od guvernerjev zahteval, da provincialni presežek posredujejo v prestolnico. Poleg tega je bila arabščina postavljena za uradni jezik birokracije, enotna islamska valuta pa je nadomestila bizantinske in sasanidske kovance, kar je umayyadski upravi dalo vse bolj muslimanski značaj. Prekinil je trajne pokojnine udeležencem zgodnjih osvojitev in določil fiksno plačo za aktivne vojake. Abd al-Malikov model so sprejele številne muslimanske vlade, ki so sledile.

### Plemenske razpoke
V tem obdobju, zlasti po bitki pri Marj Rahitu, se je razvila dolgoletna razdelitev Qays–Kalb med arabskimi plemeni Sirije in Jazire. To je bilo vzporedno z delitvijo in rivalstvom med Mudarjem, ki ga je vodil Banu Tamim, in zavezništvom Azd–Rabi'a v Iraku in vzhodnih provincah. Skupaj so ta rivalstva povzročila preureditev plemenskih zvestob v dve plemenski konfederaciji ali "super-skupini" po vsem kalifatu: "severnoarabski" ali Qays/Mudar blok, ki mu je nasprotoval "južnoarabski" ali jemenski blok. Ti izrazi so bili bolj politični kot strogo geografski, saj se je pravilno "severna" Rabi'a držala "južnih" Jemencev. Umayyadski kalifi so poskušali vzdrževati ravnotežje med obema skupinama, vendar je njuno nepopustljivo rivalstvo postalo stalnica arabskega sveta v naslednjih desetletjih. Celo prvotno nevpletena plemena so bila prisiljena, da se povežejo z eno od dveh super-skupin. Njihov nenehni boj za moč in vpliv je prevladoval v politiki umayyadskega kalifata, ustvarjal nestabilnost v provincah, pomagal spodbujati tretjo fitno in prispeval k dokončnemu padcu Umayyadov v roke Abasidov. Delitev je vztrajala dolgo po padcu Umayyadov; zgodovinar Hugh N. Kennedy piše: "Še v devetnajstem stoletju so se v Palestini še vedno bojevale bitke med skupinami, ki so se imenovale Qays in Yaman".

### Sektaški in eshatološki razvoj
Husaynova smrt je povzročila splošno ogorčenje in pomagala kristalizirati opozicijo Jazidu v protiumajadsko gibanje, ki je temeljilo na alidskih težnjah. Bitka pri Karbali je prispevala k dokončnemu razkolu med tem, kar je kasneje postalo šiitska in sunitska veja islama. Ta dogodek je kataliziral preoblikovanje šiizma, ki je bil dotlej politična drža, v verski pojav. Šiitski muslimani ga še danes vsako leto obeležujejo na dan Ašure. V tem obdobju se je končal tudi čisto arabski šiizem z uporom Mukhtarja al-Thaqafija, ki je mobiliziral marginalizirane in socialno-ekonomsko izkoriščane mawali z odpravljanjem njihovih pritožb. Pred tem nearabski muslimani niso igrali nobene pomembne politične vloge. Kljub takojšnjemu političnemu neuspehu je Mukhtarjevo gibanje preživelo s pomočjo Kajsanitov, radikalne šiitske sekte, ki je uvedla nove teološke in eshatološke koncepte, ki so vplivali na kasnejši razvoj šiizma. Abasidi so med svojo revolucijo izkoriščali podzemno mrežo kajsanitskih propagandistov in med njihovimi privrženci so bili najštevilčnejši šiiti in nearabci.
Druga fitna je povzročila tudi idejo o islamskem Mesiji, Mahdiju. Mukhtar je naslov Mahdi uporabil za Alijevega sina Muhammada ibn al-Hanafiyya. Čeprav je bil naslov prej uporabljen za Muhammada, Alija, Husayna in druge kot častni naslov, je Mukhtar izraz uporabil v mesijanskem smislu: božansko vodeni vladar, ki bo odrešil islam. Upor Ibn al-Zubayrja so mnogi videli kot poskus vrnitve k prvotnim vrednotam zgodnje islamske skupnosti. Njegov upor je pozdravilo več strank, ki so bile nezadovoljne z umajadsko vladavino. Zanje je poraz Ibn al-Zubayrja pomenil, da je bilo izgubljeno vse upanje na obnovo starih idealov islamskega vladanja. V tem ozračju je vloga Ibn al-Zubayrja kot protikalifa oblikovala kasnejši razvoj koncepta Mahdija. Nekateri vidiki njegove kariere so bili že oblikovani v hadise, pripisane Muhammadu v času življenja Ibn al-Zubayrja – spori glede kalifata po smrti kalifa (Mu'awiya I), pobeg Mahdija iz Medine v Meko, iskanje zatočišča v Kaabi, poraz vojske, poslane proti njemu s strani osebe, katere materino pleme je Banu Kalb (Jazid I), Mahdijevo priznanje s strani pravičnih ljudi Sirije in Iraka – kar je nato postalo značilnost Mahdija, ki naj bi se pojavil v prihodnosti, da bi obnovil staro slavo islamske skupnosti. Ta ideja se je nato razvila v uveljavljeno doktrino v islamu.